# Сокровища Монтесумы 2
Сокровища Монтесумы 2 (англ. The Treasures of Montezuma 2) — казуальная компьютерная игра, головоломка типа «три в ряд», сиквел игры Сокровища Монтесумы. Проект разработан студией Alawar Stargaze, игра издана в России компанией Alawar Entertainment в 2009 году. В 2010 году была выпущена версия игры для платформы Apple iPhone.

## Сюжет
Цель игры — помочь индейскому вождю разгадать секрет магии камней, а потом построить новую столицу империи ацтеков.

## Игровая механика
На состоящем из 64 клеток игровом поле расположены фишки-камни, в некоторых из них заключены драгоценные кристаллы. Для прохождения уровня нужно накопить определенное количество этих самоцветов, выстраивая последовательности из трех и более элементов одного цвета.
Выполняя задания, игрок будет получать золотые монеты. Эту «валюту» можно потратить на улучшение индейской столицы и приобретение божественных тотемов. Каждая такая реликвия обладает уникальной магической силой. Чтобы выпустить её наружу, нужно собирать комбинации камней того же цвета, что и божество.